# Stephan Bibrowsky

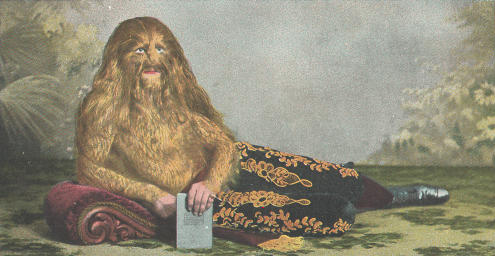
Lionel im Alter von 17 Jahren (1907)

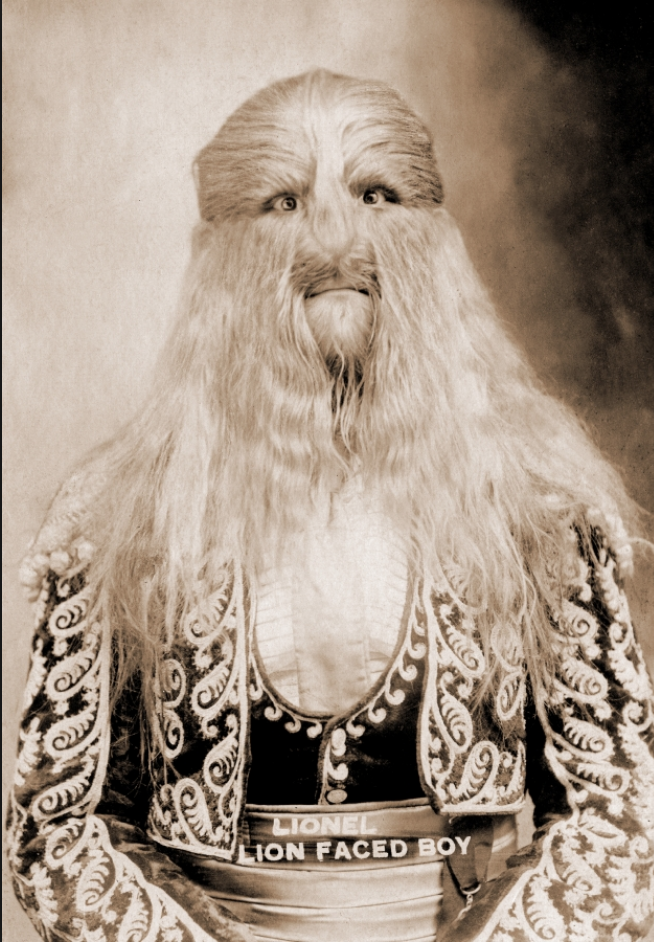
Lionel im Alter von 17 Jahren 1907

Lionel der Löwenmensch war der Künstlername von Stephan Bibrowsky (* 18. Dezember 1890 in Bielsk bei Warschau; † 1932 oder 1934 in Berlin oder Italien), der als Zirkusattraktion die Welt bereiste.
Als Vierjähriger wurde Bibrowsky, der Hypertrichose aufwies, von einem deutschen Unternehmer namens Josef Sedelmayer entdeckt und zur Attraktion einer Kuriositätenschau gemacht; später reiste er mit dem Zirkusunternehmen Barnum and Bailey durch die USA, wo er fünf Jahre hindurch eine der Zugnummern war. Bibrowsky, der bei seinen Auftritten seine lange, blonde Körperbehaarung präsentierte, sein Gesicht zu einer Löwenmaske stilisierte und kolportieren ließ, seine Mutter habe sich während der Schwangerschaft an einem Löwen „versehen“, war ein gebildeter Mann, der fünf Sprachen beherrschte.
Noch heute sind Ansichtskarten im Umlauf, die Bibrowsky nur halb bekleidet und in „Löwenpose“ zeigen. Carl Zuckmayer nahm das Motiv des Löwenmenschen in seinem Werk Die Fastnachtsbeichte auf. In der Ausstellung Schau mich an. Wiener Porträts in der Hermesvilla war 2006/07 ein Bild Bibrowskys zu sehen, das von Wilhelm Scharmann geschaffen wurde.